# وین ایشام
وین ایشام (انگلیسی: Wayne Isham؛ زادهٔ ۱۹۵۸) یک کارگردان موزیک ویدئو، و کارگردان اهل ایالات متحده آمریکا است.

## بخشی از کارها
- خیلی احساسی
- صدای دلچسب رعد (فیلم)
- نابودگر درد (ترانه)
- مرد شنی وارد می‌شود
- سمفونی ویرانی
- غم‌بار اما واقعی
- ۵ دقیقه تنها
- تو تنها نیستی
- من آنگونه می‌خواهمش
- دوباره قسم می‌خورم
- زندگی خودم است (ترانه بون جووی)
- دختر نیستم، هنوز زن هم نشده‌ام
- هیچ‌کس دلش نمی‌خواد تنها باشه
- آشفته (ترانه)
- رهایم کن (آهنگ تری دورز داون)
- تکه‌ای از من (ترانه)
- زندگیم بی‌تو مزخرف است
- مقاومت (ترانه)
- خوشم میاد (ترانه انریکه ایگلسیاس)
- امشب هالیوود